# Seán Óg Ó hAilpín

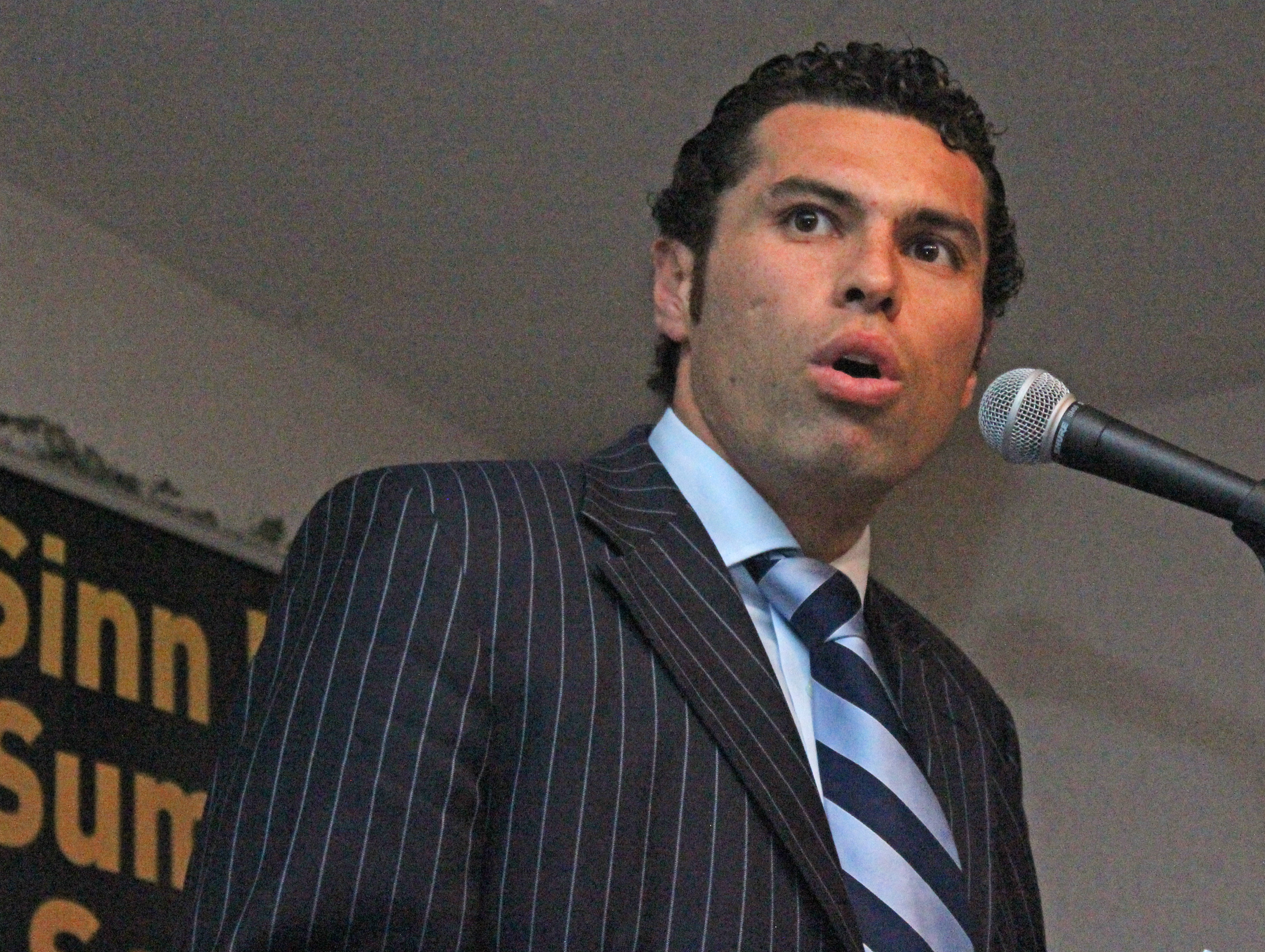
Seán Óg Ó hAilpín, 2013

Seán Óg Ó hAilpín (* 22. Mai 1977 auf Rotuma Island, Fidschi), oft zu Sean Og abgekürzt, ist ein irisch-fidschianischer Hurling- und Gaelic-Football-Spieler. Ó hAilpín gilt als einer der besten Hurling-Spieler der Welt und wurde 2005 zu Irlands Sportler des Jahres gewählt.

## Karriere
Ó hAilpín, Sohn einer fidschianischen Mutter und eines irischen Vaters, wuchs im irischen Cork auf. Schnell lernte er die beiden gälischen Nationalsportarten, Hurling und Gaelic Football, und durchlief in beiden Sportarten alle Jugendteams des heimischen Vereins Cork GAA. Nach einer erfolgreichen Zeit bei den U21-Teams debütierte Ó hAilpín 1996 im Herren-Hurling-Team von Cork GAA. Bald etablierte er sich als einer der besten „Nummer 7“ (Linksverteidiger) in Irland. Drei Jahre später debütierte Ó hAilpín auch im Gaelic Football-Herrenteam und wurde auch dort ein gefürchteter Linksverteidiger.
Ó hAilpín gewann 1999, 2004 und 2005 die All-Ireland-Meisterschaft im Hurling und erreichte 1999 das All-Ireland-Endspiel im Gaelic Football. Als er 2005 als Kapitän von Cork den Landestitel gewann, wurde er zum Hurling-Spieler des Jahres und zu Irlands Sportler des Jahres gewählt.

## Vereine
- Hurling: Cork GAA (seit 1996)
- Gaelic Football: Cork GAA (1999–2001)

## Titel und Auszeichnungen
- irischer Sportler des Jahres (2005)
- Hurling-Spieler des Jahres (2005)
- Hurling All-Irland-Meisterschaft (1999, 2004, 2005)

## Privatleben
Ó hAilpín ist Sohn von Emeli, einer Frau von der kleinen Insel Rotoma (Fidschi), und des Iren Seán Ó hAilpín, der im Alter von 19 Jahren von Fermanagh nach Australien emigrierte. Das Ehepaar zog später nach Irland um und wurde in Cork heimisch. Neben Seán haben sie fünf jüngere Kinder namens Setanta (der selbst ein anerkannter Hurling-Spieler ist), Teu, Sarote, Aisake und Etaoin.
Ó hAilpín hat seit 1999 einen Abschluss der Dublin City University in Finanzbuchhaltung und Unternehmensführung. Er spricht fließend Irisch und erwarb sich viele Sympathien, weil er bei wichtigen Anlässen in dieser Sprache zu reden pflegte. Er arbeitet in der Hurling-freien Zeit als Finanzberater bei einer irischen Bank.